# Fryderyk Kazimierz Kettler
Fryderyk Kazimierz Kettler niem. Friedrich Kasimir Kettler (ur. 6 lipca 1650, zm. 22 stycznia 1698 w Mitawie) – książę Kurlandii i Semigalii w latach 1682–1698, lennik Rzeczypospolitej Obojga Narodów.

## Życiorys

### Droga do tronu
Urodził się jako najstarszy syn Jakuba Kettlera i Ludwiki Karoliny, córki Jerzego Wilhelma, elektora brandenburskiego. W latach 1658–1660 przebywał wraz z rodziną w szwedzkiej niewoli. Od 1666 roku przebywał na berlińskim dworze swego wuja Fryderyka Wilhelma, gdzie odebrał staranne wykształcenie. Na uniwersytecie w Erlagen studiował prawo i nauki o państwie. W młodości wraz z braćmi odwiedził wiele miast europejskich, w tym Paryż. Opanował doskonale kilka języków (m.in. francuski i łacinę). W 1670 roku na służbie niderlandzkiej dowodził własnym pułku jazdy w wojnie z Francją. Za pieniądze holenderskie sformował w Kurlandii dwa kolejne pułki, które przywiózł okrętem „Jacobus” z Lipawy. Działalność młodego Kettlera w obcej armii, w dodatku w okresie zbliżenia Francji i Rzeczypospolitej, wywołała burzę na sejmie. Skutkiem tego Fryderyk Kazimierz w 1676 roku został odwołany do kraju. Pomimo gruntownego wykształcenia nie był dopuszczany przez ojca do spraw państwowych. Testamentem ojca z 1677 otrzymał dobra w Brandenburgii oraz kopalnie i dochody głównie z handlu w Norwegii i na Islandii. Otrzymał też prawa do kolonii kurlandzkich.

### Panowanie

#### Polityka wewnętrzna
Po śmierci ojca (1682) został księciem Kurlandii i Semigalii. Wstąpienie na tron wiązało się z koniecznością ustępstw na rzecz szlachty, której wpływy były ograniczane przez Jakuba. Pretekstem do wystąpienia stało się mianowanie przez księcia nowym kanclerzem kalwina Krzysztofa Henryka von Puttkamera, co w związku z kompetencjami, jakie posiadał w kurlandzkim konsystorzu kanclerz, zostało odebrano jak próba wzmocnienia pozycji władcy w księstwie. W wyniku porozumienia zawartego w trakcie obrad kurlandzkiego Landtagu kanclerza odwołano, a szlachta otrzymała kolejne przywileje. Następnym krokiem było uporządkowanie kwestii powiatu plityńskiego, których administratorem od czasu potopu szwedzkiego był książę Jakub Kettler. Fryderykowi w 1684 roku udało się zawrzeć umowę ze szlachtą powiatu, na mocy której powiat stał się autonomiczną częścią księstwa połączonym z nim unią personalną. Nie powiodły się za to plany modernizacji księstwa Kurlandii poprzez zakładanie manufaktur przemysłowych, nowych składów, a także ekspansje handlową floty kurlandzkiej na Bałtyku, zwalczaną przez Szwedów. Gospodarka księstwa pozostała oparta na eksporcie produktów rolnych do Anglii i Niderlandów. Książę Fryderyk nie angażował się w sprawy gospodarcze tak jak jego zafascynowany merkantylizmem ojciec, próbujący zdobyć wyższą pozycję wewnątrz państwa, jak i na arenie międzynarodowej poprzez zwiększenie dochodów księstwa. Zapatrzony w przepych Wersalu Ludwika XIV, jak i na dwór swojego wuja Wielkiego Elektora, Fryderyk Kazimierz roztoczył mecenat nad sztuką i kulturą. W 1684 roku dokonano pierwszego w historii druku książki w języku łotewskim. Ze stolicy kraju, Mitawy, starał się uczynić znaczny ośrodek kulturalny organizując kosztowne uroczystości. W 1697 roku podejmował udającego się do zachodniej Europy Piotra I Wielkiego. Książę rozpoczął także budowę nowego pałacu w Mitawie w tym celu sprowadzając artystów i rzemieślników z Europy Zachodniej. Jednakże koszty utrzymania wystawnego dworu, jak i liczne inwestycje księcia wiązały się z ogromnym obciążeniem dla budżetu niewielkiego księstwa. Polityka ratowania budżetu poprzez zapożyczanie się u szlachty, psucie monety, a także na wzór książąt niemieckich wynajem najemników za granicę, nie przysporzyła mu popularności wśród miejscowej szlachty. Z drugiej strony książę kontynuował tradycję Kettlerów, otaczając opieką kurlandzkich chłopów. W latach 1689–1690 odbył podróż po północnej i zachodniej Rzeszy oraz do Holandii i Wiednia

#### Polityka zagraniczna
Książę w przeciwieństwie do poprzednika, prowadzącego dość niezależną od Rzeczypospolitej politykę, lojalnie wywiązywał się ze swoich powinności lennych. Hołd lenny został złożony królowi polskiemu (za pośrednictwem posła) 18 marca 1683 w Warszawie. Król Jan III zatwierdził również układ pomiędzy Fryderykiem a jego bratem Ferdynandem, na mocy którego książę przejął cały spadek po ojcu, w tym prawa do kurlandzkich kolonii. W 1685 Fryderyk Kazimierz był uczestnikiem kampanii przeciw Turkom. Księstwo wspierało Rzeczpospolitą, jak i wojska Ligi Świętej przez cały okres wojny. Regimentem kurlandzkim dowodzili bracia księcia Ferdynand i Aleksander, który zginął pod Budą w trakcie działań wojennych w 1686 roku. Książę utrzymywał bliskie stosunki ze skoligaconym dworem brandenburskim. Po śmierci pierwszej żony ponowne małżeństwo zawarł ze swoją kuzynką, córką Fryderyka Wilhelma-Elżbietą Zofią. W relacjach polsko-szwedzkich kontynuował politykę neutralności, prowadzoną przez ojca. Jednakże w przeciwieństwie do niego, nawiązał przyjazne relacje z Rosją. Car Piotr I zagwarantował Kurlandii neutralność w razie konfliktu rosyjsko-szwedzkiego, jak i obiecał rękę jednej ze swoich bratanic dla syna Fryderyka Kazimierza-Fryderyka Wilhelma.
Książę podjął próby odzyskania dawnych kolonii kurlandzkich w Gambii i na wyspie Tobago, utraconych w wyniku inwazji szwedzkiej w 1658 roku. Próba ponownej eksploracji Tobago została podjęta w czerwcu 1686 przez kapitana Schmolla, któremu nakazano odbudować dawne fortyfikacje. Na Tobago przybyło kilkuset kurlandzkich kolonistów. Przedsięwzięcie utrudniły burze tropikalne i choroby, które do wiosny 1687 r. zabiły jedną trzecią przybyszów. Ostatecznie po zatonięciu statku zaopatrzeniowego w październiku 1687 roku, książę zaprzestał prób kolonizacji wyspy. W 1691 roku Kurlandia zawarła traktat z Brandenburgią przewidujący współdziałanie w zakresie kolonizacji Tobago, który jednak zakończył się fiaskiem, a wyspę wkrótce zajęli Anglicy. Również za panowania Fryderyka w 1692 roku po raz ostatni kurlandzki statek został wysłany w celach handlowych ku wybrzeżom Gambii.
Zrozpaczony po śmierci młodszego syna Leopolda Karola, zmarł 22 lutego 1698. Został pochowany w Mitawie. Grób księcia obrabowali Szwedzi w 1705 roku. Jego następcą został sześcioletni książę Fryderyk Wilhelm, w imię którego regencję sprawować będą wspólnie książę Ferdynand oraz księżna Elżbieta Zofia.
Ocena panowania
Ocena panowania księcia Fryderyka nie jest jednoznaczna. Książę z pewnością był hojnym mecenasem, który poprzez swoje inwestycje na polu kultury, znacząco podniósł prestiż dynastii w oczach państw sąsiednich, o czym świadczy reakcja, przebywającego w Mitawie, Piotra I Wielkiego, na którym dwór kurlandzki wywarł sporę wrażenie. Jednocześnie wydatki dworu obciążyły budżet księstwa, co w połączeniu z brakiem kontynuacji aktywnej polityki gospodarczej prowadzonej w czasach panowania Jakuba Kettlera oraz w wyniku krótkowzrocznej polityki finansowej Fryderyka Kazimierza, doprowadziło do zastoju gospodarczego w księstwie. Panowanie księcia wiąże się także z kresem marzeń o kurlandzkich koloniach w Nowym Świecie. Niewątpliwe sukcesy książę odniósł natomiast na polu polityki zagranicznej, gdzie udało mu się prowadzić dość niezależną politykę wobec ościennych potęg oraz utrzymywać stosunki z wieloma dworami europejskimi. O sporym zmyśle dyplomatycznym może świadczyć fakt zbliżenia się do rosnącej w potęgę Rosji cara Piotra I. Pomimo licznych błędów popełnionych w zakresie polityki gospodarczej śmierć księcia będzie sporym ciosem dla państwa, które pogrąży się w sporach o regencje pomiędzy wdową a bratem książęcym. Ostateczny upadek księstwu Kettlerów nastąpi w wyniku wydarzeń wielkiej wojny północnej.

### Życie prywatne
Był dwukrotnie żonaty. Jego pierwszą żoną była (od 5 października 1675) z Zofią Amalią von Nassau-Siegen (zm. 29 kwietnia 1691). Miał z nią trzy córki:
- Maria Dorota (1684–1743), która 1703 poślubiła za Albrechta Fryderyka Hohenzollerna (1672–1731), syna Fryderyka Wilhelma I.
- Eleonora Karolina (1686–1748), która w 1714 poślubiła Ernesta Ferdynanda z Brunszwiku-Bevern, syna Ferdynanda Albrechta I z Brunszwiku-Lüneburga.
- Amalia Ludwika (1687–1750), która w 1708 poślubiła Fryderyka Wilhelma z Nassau-Siegen

29 kwietnia 1691 Fryderyk Kazimierz poślubił Elżbietę Zofię Hohenzollern. Małżeństwo doczekało się dwóch synów:
- Fryderyka Wilhelma Kettlera (1692–1711)
- Leopolda Karola (1693–1697)

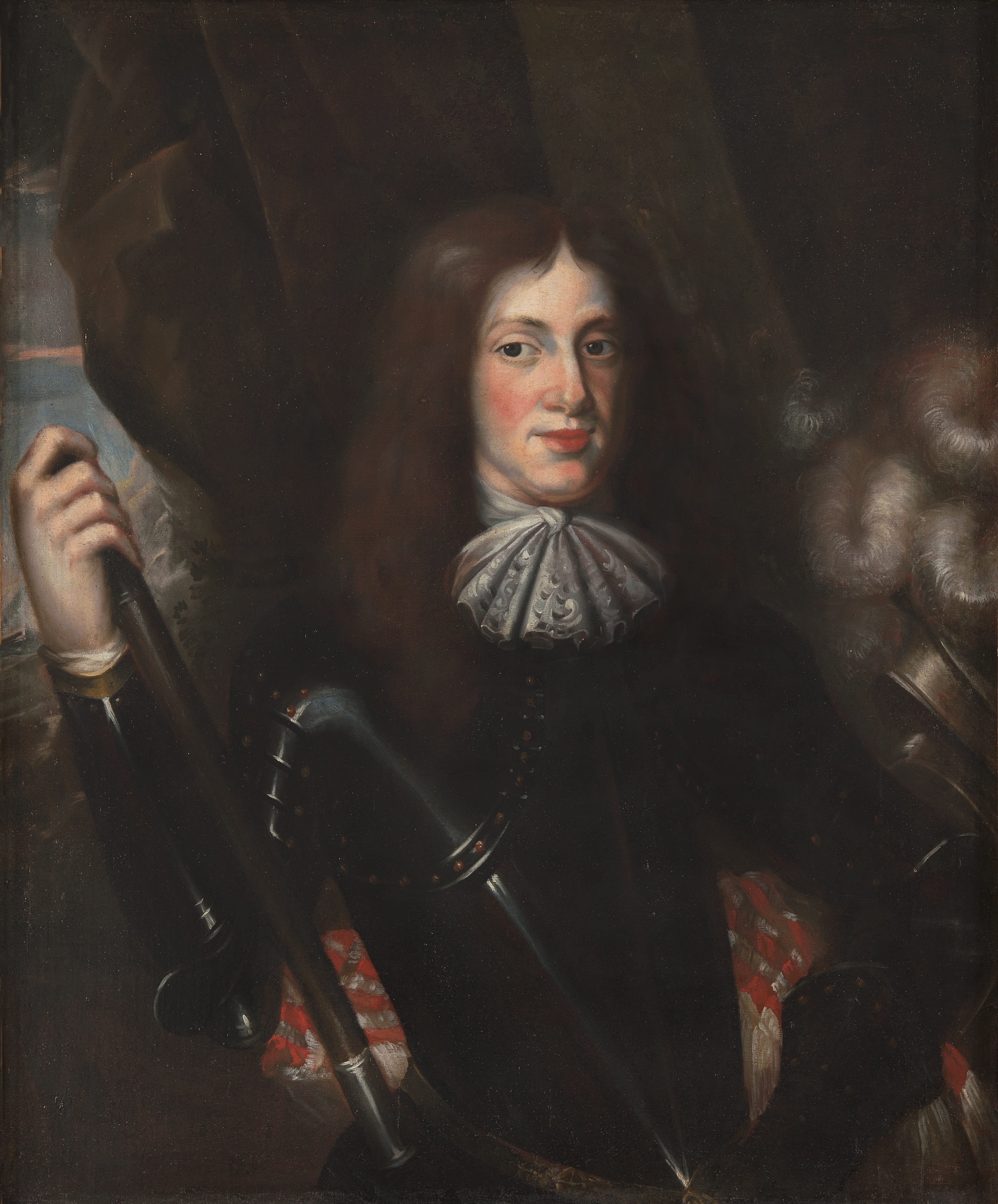
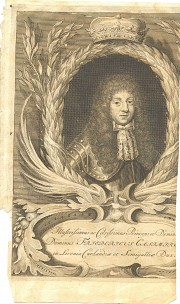
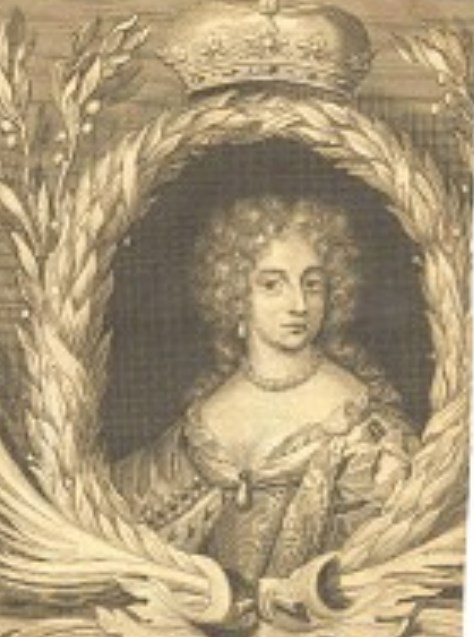
Pierwsza żona księcia-Zofia Amalia von Nassau-Siegen
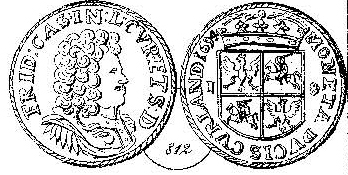
Ort księcia
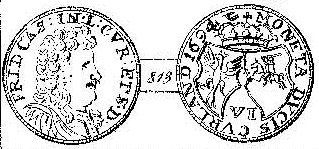